# Tony D'Angelo
Joseph Ariola (Oak Park, 9 de junho de 1995) é um lutador profissional americano. Ele trabalha atualmente para a WWE, na marca NXT sob o nome de ringue Tony D'Angelo. Ele é líder do grupo The D'Angelo Family, conhecido como "The Don of NXT" e foi uma vez campeão norte-americano do NXT e duas vezes campeão de duplas do NXT, além de ser um ex-campeão da Copa Heritage do NXT.

## Juventude e educação
Antes de se tornar um lutador profissional, Ariola foi lutador universitário na Universidade de Buffalo, onde se formou em 2018.

## Carreira na luta livre profissional

### Circuito independente (2019–2021)
Joseph Ariola, sob o nome de ringue Joey Ariola, fez sua estreia no wrestling profissional em 9 de novembro de 2019, no evento WrestleRage 17, promovido pela POWW Entertainment, fazendo equipe com Joey Cece contra Dave Rydell e Jeff Luxon em uma luta de duplas que terminou em um dupla contagem. Em 7 de março de 2020, no evento Slamfest 17, Ariola e Cece derrotaram Rydell e Luxon para conquistar o Campeonato de Duplas da POWW. No entanto, em 7 de novembro, eles perderam os títulos para Bruiser Mass Index (Jamie Race e Mike Idol) em uma luta gauntlet.

### WWE (2021–presente)
No episódio de 5 de outubro de 2021 do NXT, Ariola fez sua estreia na WWE sob o nome de ringue Tony D'Angelo, com a gimmick de um mafioso italo-americano heel, derrotando Malik Blade em poucos minutos. Em 5 de dezembro, no NXT WarGames, o Team 2.0 (D'Angelo, Bron Breakker, Carmelo Hayes e Grayson Waller) derrotou o Team Black & Gold (Johnny Gargano, LA Knight, Pete Dunne e Tommaso Ciampa) em uma luta WarGames.
D'Angelo sofreu sua primeira derrota contra Pete Dunne no episódio de 21 de dezembro do NXT, atacando brutalmente Dunne com um pé de cabra após a luta. Como resultado da rivalidade que se seguiu, D'Angelo derrotou Dunne em uma luta Crowbar On a Pole no episódio de 11 de janeiro de 2022 do NXT. No episódio de 25 de janeiro, D'Angelo enfrentou Cameron Grimes por uma oportunidade de disputar o Campeonato Norte-Americano do NXT, mas perdeu após a interferência de Dunne. No episódio de 15 de fevereiro, no NXT: Vengeance Day, D'Angelo foi derrotado por Dunne em uma luta Weaponized Steel Cage, encerrando sua rivalidade. Em 2 de abril, no NXT Stand & Deliver, D'Angelo derrotou Tommaso Ciampa na última luta deste no NXT.
No episódio de 26 de abril do NXT, D'Angelo apresentou Channing "Stacks" Lorenzo e Troy "Two Dimes" Donovan como seus capangas, que haviam atacado Santos Escobar na semana anterior, formando um grupo chamado The D'Angelo Family. No NXT In Your House, em 4 de junho, The D'Angelo Family derrotou Legado del Fantasma (Escobar, Cruz Del Toro e Joaquin Wilde). De acordo com a estipulação, o Legado del Fantasma teve que se juntar à The D'Angelo Family. Em 11 de junho, Two Dimes foi liberado pela WWE. No episódio de 21 de junho do NXT, D'Angelo não conseguiu conquistar o Campeonato Norte-Americano do NXT de Carmelo Hayes após interferência de Escobar. D'Angelo e Stacks enfrentaram The Creed Brothers pelo Campeonato de Duplas do NXT no episódio de 2 de agosto do NXT, mas novamente perderam devido à interferência de Escobar. No episódio de 16 de agosto do NXT: Heatwave, D'Angelo derrotou Escobar em uma luta street fight e, conforme estipulado, o Legado del Fantasma teve que continuar vinculado à The D'Angelo Family, enquanto Escobar teve que (kayfabe) deixar o NXT.
D'Angelo enfrentou Wes Lee pelo Campeonato Norte-Americano do NXT no episódio de 27 de dezembro do NXT, mas perdeu após a interferência de Dijak. No episódio seguinte do NXT, D'Angelo virou face ao desafiar Dijak para uma luta no NXT: New Year's Evil, em 10 de janeiro de 2023, mas acabou perdendo. Ele então derrotou Dijak no episódio de 7 de março de 2023 do NXT: Roadblock em uma luta Jailhouse Street Fight. No NXT Stand & Deliver, em 1º de abril, D'Angelo e Stacks não conseguiram conquistar o Campeonato de Duplas do NXT em uma luta triple threat de duplas. The D'Angelo Family entrou em uma breve rivalidade com Pretty Deadly, onde perderam para eles no episódio seguinte do NXT, mas os derrotaram em 25 de abril, no Spring Breakin'. Em 30 de julho, no NXT: The Great American Bash, D'Angelo e Stacks venceram Gallus e conquistaram o Campeonato de Duplas do NXT, o primeiro título na carreira de D'Angelo. Eles derrotaram The Dyad (Rip Fowler e Jagger Reid) na primeira defesa de título no episódio de 15 de agosto do NXT. No NXT No Mercy, em 30 de setembro, D'Angelo e Stacks retiveram os títulos contra Out the Mud (Lucien Price e Bronco Nima), The Creed Brothers (Brutus Creed e Julius Creed) e Angel Garza e Humberto Carrillo em uma luta fatal four-way de duplas. No episódio de 24 de outubro do NXT: Halloween Havoc, D'Angelo e Stacks perderam os títulos para Chase University (Andre Chase e Duke Hudson), encerrando seu primeiro reinado após 86 dias. No entanto, eles derrotaram Chase e Hudson em uma revanche no episódio de 14 de novembro do NXT, recuperando os títulos. Durante esse tempo, Adriana Rizzo se juntou à The D'Angelo Family, entrando em uma rivalidade com Price, Nima e Jaida Parker do grupo Out the Mud (OTM), o que levou a uma luta de duplas mistas de seis pessoas no NXT Vengeance Day, em 4 de fevereiro, que a The D'Angelo Family venceu. No episódio de 13 de fevereiro de 2024 do NXT, D'Angelo e Stacks perderam os títulos para os vencedores do Dusty Rhodes Tag Team Classic, Bron Breakker e Baron Corbin, encerrando seu segundo reinado após 91 dias.
No episódio de 27 de fevereiro do NXT, D'Angelo interrompeu a assinatura de contrato entre Carmelo Hayes e o campeão do NXT, Ilja Dragunov, se oferecendo para ganhar uma chance pelo título do NXT. A gerente geral do NXT, Ava, então marcou uma luta entre Hayes e D'Angelo no NXT: Roadblock para determinar quem enfrentaria Dragunov pelo Campeonato do NXT no NXT Stand & Deliver. No NXT: Roadblock, em 5 de março, D'Angelo apresentou Luca Crusifino como o "consigliere" da The D'Angelo Family e derrotou Hayes após usar a música de entrada de Trick Williams para distrair Hayes. No NXT Stand & Deliver, em 6 de abril, D'Angelo não conseguiu conquistar o título de Dragunov. No episódio de 16 de abril do NXT, D'Angelo revelou que sua família foi contratada pela No Quarter Catch Crew (Charlie Dempsey, Damon Kemp e Myles Borne) para (kayfabe) eliminar seu líder, Drew Gulak. D'Angelo exigiu o pagamento pelo serviço, mas a NQCC se recusou, o que gerou uma briga entre as duas facções e resultou em uma luta de trios no Spring Breakin', em 23 de abril, que foi vencida pela The D'Angelo Family. No episódio de 7 de maio do NXT, Dempsey e Borne enfrentaram Tyson DuPont e Tyrek Igwe. Antes do início da luta, o árbitro foi declarado "indisponível" e Stacks foi anunciado como árbitro especial, o que custou a vitória de Dempsey e Borne devido a uma contagem rápida. Após a luta, o irritado Dempsey deu a D'Angelo uma oportunidade pela Copa Heritage do NXT como pagamento, e invocou a Catch Clause. No entanto, essa cláusula foi anulada quando D'Angelo e sua família sequestraram Kemp e Borne mais tarde naquela noite. No episódio seguinte, D'Angelo venceu Dempsey por 2-1 nas British Rounds Rules, conquistando a Copa Heritage, seu primeiro título individual na WWE. D'Angelo perdeu a Copa Heritage de volta para Dempsey no episódio de 13 de agosto do NXT, após interferência externa de Wren Sinclair, nova aliada da NQCC, encerrando seu reinado em 90 dias. No NXT No Mercy, em 1º de setembro, D'Angelo não conseguiu conquistar o Campeonato Norte-Americano do NXT de Oba Femi. No entanto, no mês seguinte, D'Angelo derrotou Femi em uma revanche no episódio de 8 de outubro do NXT, conquistando o título e se tornando o primeiro lutador a vencer o Campeonato de Duplas do NXT, a Copa Heritage do NXT e Campeonato Norte-Americano do NXT. No Halloween Havoc em 27 de outubro, D'Angelo derrotou Femi em uma luta Tables, Ladders and Scares para reter o título. Em 6 de novembro, no NXT 2300, ele defendeu com sucesso o título contra Nunzio. No episódio de 10 de dezembro do NXT, ele derrotou Ethan Page para manter o título. No início de 2025, a D'Angelo Family começou uma rivalidade com Shawn Spears e seu grupo por causa de Izzi Dame. No episódio de 4 de março do NXT, D'Angelo perdeu o título para Spears, encerrando seu reinado de 147 dias.
No NXT Stand & Deliver em 19 de abril de 2025, durante a luta de trios entre a D'Angelo Family e o DarkState (Dion Lennox, Saquon Shugars e Osiris Griffin), Lorenzo traiu D'Angelo após meses de desconfiança por parte de D'Angelo em relação a Lorenzo.

## Outras mídias
Ariola, como Tony D'Angelo, fez sua estreia em videogames como personagem jogável no WWE 2K23 e desde então apareceu também no WWE 2K24 e WWE 2K25. Ele também fez uma aparição no episódio de estreia da segunda temporada da série de TV Wild Cards em fevereiro de 2025, interpretando o personagem "Jaws".

## Títulos e prêmios
- POWW Entertainment
  - POWW Tag Team Championship (1 vez) – com Joey Cece[54]
- Pro Wrestling Illustrated
  - PWI o colocou na #182ª posição dos 500 melhores lutadores individuais no PWI 500 em 2022[55][56]
- WWE
  - Campeonato Norte-Americano do NXT (1 vez)
  - Campeonato de Duplas do NXT (2 vezes) – com Channing "Stacks" Lorenzo
  - Copa Heritage do NXT (1 vez)